# Keeping Still
Keeping Still est une chorégraphie de danse contemporaine de la chorégraphe belge Anne Teresa De Keersmaeker, écrite en 2007 en collaboration avec la plasticienne Ann Veronica Janssens. La création mondiale a eu lieu le 22 mai 2007 au Rosas Performance Space de Bruxelles.

## Historique
Keeping Still est un solo pour une danseuse avec un partenaire, écrit en collaboration avec la plasticienne Ann Veronica Janssens qui créa le décor et surtout les lumières autour desquelles De Keersmaeker composa directement sa partition dansée. Cette pièce marque le début de la collaboration entre les deux artistes qui résultera également à la création de The Song en 2009.
La création de cette pièce a été faite par la chorégraphe dans le centre de danse de la Compagnie Rosas le 22 mai 2007 à Bruxelles.

## Fiche technique
- Chorégraphie : Anne Teresa De Keersmaeker et Ann Veronica Janssens en collaboration avec Robert Steijn
- Danseurs à la création : Anne Teresa De Keersmaeker et David Hernandez
- Scénographie : Ann Veronica Janssens
- Musique : Das Lied von der Erde (Le Chant de la Terre) de Gustav Mahler
- Dramaturgie : Claire Diez
- Production : Compagnie Rosas avec La Monnaie de Bruxelles
- Première : 22 mai 2007 au Rosas Performance Space de Bruxelles
- Représentations :
- Durée :